# Tomopterna marmorata
Espèce
Synonymes
- Pyxicephalus marmoratus Peters, 1854
- Pyxicephalus obtusus FitzSimons, 1930
- Arthroleptis rosei Hoffman, 1944

Statut de conservation UICN

 LC  : Préoccupation mineure
Tomopterna marmorata est une espèce d'amphibiens de la famille des Pyxicephalidae.

## Répartition
Cette espèce est endémique du Sud de l'Afrique. Elle se rencontre en Afrique du Sud, au Botswana, au Kenya, au Malawi, au Mozambique, en Zambie et au Zimbabwe, en général à une altitude inférieure à 1 000 m. Sa présence est incertaine en Namibie, au Swaziland et en Tanzanie,.

## Publication originale
- Peters, 1854 : Diagnosen neuer Batrachier, welche zusammen mit der früher (24. Juli und 17. August) gegebenen Übersicht der Schlangen und Eidechsen mitgetheilt werden. Bericht über die zur Bekanntmachung geeigneten Verhandlungen der Königlich preussischen Akademie der Wissenschaften zu Berlin, vol. 1854, p. 614-628 (texte intégral).